# نظارة محمد شريف باشا الرابعة
نظارة محمد شريف باشا الرابعة هي عاشر نظارة في مصر، صدر بتكليف رئيسها الأمر العالي بتاريخ 21 أغسطس 1882 وصدر الأمر العالي بتشكيلها بتاريخ 28 أغسطس 1882.

## أعضاء الحكومة
| النظارة                | الناظر                                             | تعديل 10 ديسمبر 1882 | تعديل 23 ديسمبر 1883                                   |
| ---------------------- | -------------------------------------------------- | -------------------- | ------------------------------------------------------ |
| رئيس مجلس النظار       | محمد شريف باشا                                     |                      |                                                        |
| ناظر الخارجية          | محمد شريف باشا (إلى جانب منصبه رئيسًا لمجلس النظار) |                      |                                                        |
| ناظر الداخلية          | مصطفى رياض باشا                                    | إسماعيل أيوب باشا    | أحمد خيري باشا (إلى جانب منصبه ناظرًا للمعارف العمومية) |
| ناظر الجهادية والبحرية | عمر لطفي باشا                                      |                      |                                                        |
| ناظر المالية           | علي حيدر باشا                                      |                      |                                                        |
| ناظر الحقانية          | حسين فخري باشا                                     |                      |                                                        |
| ناظر الأشغال العمومية' | علي باشا مبارك                                     |                      |                                                        |
| ناظر المعارف العمومية  | أحمد خيري باشا                                     |                      |                                                        |
| ناظر الأوقاف           | محمد زكي باشا                                      |                      |                                                        |

## تعديلات
- أُسندت نظارة الداخلية في 10 ديسمبر 1882 إلى إسماعيل أيوب باشا وظل حاملاً للمنصب حتى 23 مايو 1883. وفي 23 ديسمبر 1883 أُسندت النظارة إلى أحمد خيري باشا مع احتفاظه بنظارة المعارف العمومية.[3]

## وصلات داخلية
- قائمة رؤساء مجلس وزراء مصر